# 東英弥
東 英弥（あずま ひでや、1952年9月5日 - ）は、日本の実業家。株式会社宣伝会議代表取締役会長。
学校法人先端教育機構理事長。日本広報学会理事、地域活性学会常任理事。青山学院大学客員教授、東京国際大学客員教授、早稲田大学客員教授、多摩大学客員教授。筆名：福山 健一。

## 人物
神奈川県横浜市出身。日本大学法学部卒業。1978年に広告会社「伝創社」（当初の社名は伝創舎）を創業。1986年には富士テック（株）（現フジテックス）を設立し、マーケティング・コミュニケーションの研究を重ねながら、（株）東京パブリシティー、（株）日本ビジネス出版、（株）分子生理化学研究所など、現在までに11社を起業。
1992年、当時の日本広告学会会長・小林太三郎や恩師・室井鐵衛との親交もあり、広告界の出版・教育事業を行う株式会社宣伝会議を引き継ぎ、代表取締役に就任。宣伝会議コピーライター養成講座、アートディレクター養成講座等を全国展開し、若手マーケター、クリエイターの育成に力を注ぐ。事業構想、経営を担うと同時に、マーケティング・コミュニケーションの力で経済、地域、観光、人材交流の活性化を実現すべく、官公庁、行政を中心に企画・提言を行っている。
事業の傍ら、早稲田大学大学院商学研究科、東京大学大学院工学系研究科、東京大学大学院新領域創成科学研究科等で学び、理論と実務の融合を実践する。早稲田大学、多摩大学大学院で客員教授を歴任し、現在、青山学院大学、東京国際大学客員教授。地域活性学会常任理事、日本広報学会理事。事業構想大学院大学教授。情報知識学会正会員（永年会員）。
2012年、文部科学省の認可を得て、事業構想大学院大学（学校法人先端教育機構）を設立。
2015年、第3回全広連日本宣伝賞吉田賞を受賞。著書に「統合型ブランドコミュニケーション」（早稲田大学出版、日本広報学会賞受賞）他がある。
博士（商学）。
2017年、文部科学省の許可を得て、社会情報大学院大学（現：社会構想大学院大学）を設立。2021年、実務教育研究科（専門職学位課程）を設置。2研究科（コミュニケーションデザイン研究科、実務教育研究科）を有する日本で唯一の総合専門職大学院となる。

## 役職
- 事業構想大学院大学 理事長
- 株式会社宣伝会議 代表取締役会長
- 日本広報学会 理事
- 地域活性学会 常任理事

## 著作物
- 「統合型ブランドコミュニケーション」
- 「ブランドと広告ビジネス」
- 「エモーショナルブランディング - こころに響くブランド戦略」
- 「シティズンブランド - 成功する企業経営10のルール」
- 「図解でわかる部門の仕事 宣伝部」[2]

## メディア
- 西日本新聞　「事業の論理学ぶ大学院」2018年1月
- 日本経済新聞「仕事人秘録」[7]2018年8月〜9月
- 『リベラルタイム』2018年9月